# Championnats d'Europe de tennis de table 1974
Navigation
Édition précédente Édition suivante
Les championnats d'Europe de tennis de table 1974, neuvième édition des championnats d'Europe de tennis de table, ont lieu en avril 1974 à Novi Sad, en Yougoslavie.
Le titre en simple est remporté par le tchèque Milan Orlowski, et le double par les Hongrois István Jónyer et Tibor Klampár.